# Torri di Roma
Le torri di Roma sono antiche costruzioni emblema dell'epoca medievale della città di Roma, caratterizzata dal potere e dal dominio di numerose famiglie nobili, in particolar modo nel periodo tra il 900 ed il 1300.
Molte torri furono danneggiate o distrutte a causa di terremoti o incendi, altre furono inglobate in palazzi rinascimentali o di età successive; la maggior parte di esse, tuttavia, fu abbattuta per volere del senatore Brancaleone degli Andalò (1258). Attualmente sono rimaste circa 50 torri. Molte di esse sono situate fuori dal centro storico, anche se nel territorio di Roma Capitale, in quella che fu la Campagna romana.

## Elenco

### Dimore medievali
| Edificio                        | Notizie                                                                              | Immagini |
| ------------------------------- | ------------------------------------------------------------------------------------ | -------- |
| Torre degli Anguillara          | XIII secolo, ma rimodellata                                                          |          |
| Torre degli Annibaldi           | 1204                                                                                 |          |
| Torre dei Borgia                | XII secolo                                                                           |          |
| Torre Caetani                   | XII e XIII (arco a sesto acuto) secoli                                               |          |
| Torre dei Capocci               | costruito alla fine del XII secolo di laterizio sottratto delle Terme di Traiano     |          |
| Torre di Centocelle             | XII secolo                                                                           |          |
| Torre Colonna                   | 1247                                                                                 |          |
| Torre dei Conti                 | 1238                                                                                 |          |
| Torre dei Crescenzi             | costruita sulla base di una torre del XII secolo                                     |          |
| Torre dei Grassi                | forse XII secolo                                                                     |          |
| Torre dei Graziani              | costruita tra il XII ed il XIII secolo di laterizio sottratto delle Terme di Traiano |          |
| Torre del Grillo                | 1223, doppo 1675 nucleo di un palazzo barocco                                        |          |
| Tor Marancia                    | XVIII secolo, con precedente molto più vecchia                                       |          |
| Torre dei Margani               | XIV–XVI secolo                                                                       |          |
| Torre dei Mellini o Tor Millina | XIV secolo con origini più vecchie                                                   |          |
| Torre delle Milizie             | inizio del XIII secolo                                                               |          |
| Torre del Papito all'Argentina  | XII secolo                                                                           |          |
| Torri dei Pierleoni             | XII secolo                                                                           |          |
| Torre Salitula o dei Malabranca | XIII–XIV secolo, poi rimaneggiata e inglobata negli edifici dell'Isola Mattei        |          |
| Tor Sanguigna                   | X secolo                                                                             |          |
| Torre dei Saragona              | XIII–XIV secolo, poi rimaneggiata e inglobata negli edifici dell'Isola Mattei        |          |
| Torre della Scimmia             | XV secolo                                                                            |          |

### Dimore fuori città
| Edificio                                          | Notizie | Immagini |
| ------------------------------------------------- | ------- | -------- |
| Casale della Vaccareccia (Valle della Caffarella) |         |          |
| Castello di Porcareccia                           |         |          |
| Casale della Valchetta (via Flaminia)             |         |          |
| Casal de' Pazzi                                   |         |          |
| Casale della Cervelletta                          |         |          |
| Casale di Sant'Eusebio                            |         |          |

### Torri di presentazione pubblica
| Edificio                                       | Notizie | Immagini |
| ---------------------------------------------- | ------- | --- |
| Torri del Campidoglio                          |         | Torre di Niccolò VTorri di Niccolò V (a sinistra) e di Martino V (a destra)Torre della PatarinaTorre di Bonifacio IX |
| Torre Augusta                                  | 1880    | |
| Torre dell'Orologio                            |         | |
| Torre del Palazzo delle Assicurazioni Generali |         | |
| Torre del Palazzo dei Penitenzieri             |         | |
| Torre di Palazzo Venezia                       |         | |

### Torri di controllo
| Edificio                     | Notizie | Immagini |
| ---------------------------- | --- | -------- |
| Tor Boacciana                | XII secolo, 1406, 1420                                                                                          |          |
| Torre della Moletta          | menzionata nel 1145                                                                                             |          |
| Torre della Guardia svizzera | 1626, bastione del Palazzo Quirinale                                                                            |          |
| Torre dell'Angelo            | |          |
| Torre del Quadraro           | |          |
| Rocca di Ostia               | 1423/1424 |          |
| Torre delle Cornacchie       | circa del 1300                                                                                                  |          |
| Tor Tre Teste                | XII secolo |          |
| Tor de' Schiavi              | Torre cilindrica di avvistamento del XIII secolo su un edificio ottagonale del III secolo, danneggiata nel 1347 |          |
| Torre Brunori                | |          |
| Torre dei Santi Quattro      | Torre del XII secolo eretta a sorveglianza della via Tuscolana (Ponte Linari)                                   |          |

### Parti di complessi ecclesiastici
| Edificio                                                                  | Notizie | Immagini |
| ------------------------------------------------------------------------- | ------- | -------- |
| Torre di Santa Balbina                                                    |         |          |
| Torre dei Santi Quattro Coronati                                          |         |          |
| Torre Gregoriana o Torre dei Venti (all'interno della Città del Vaticano) |         |          |
| Torre-campanile di San Francesco di Paola                                 |         |          |
| Torre di Paolo III                                                        |         |          |
| Episcopio di Porto                                                        |         |          |

### Parti di strutture funerarie
| Edificio                        | Notizie | Immagini |
| ------------------------------- | ------- | -------- |
| Torre del Tumulo dei Curiazi    |         |          |
| Torre del Sepolcro di Priscilla |         |          |
| Torrione prenestino             |         |          |

### Ancora disordinate
| Edificio                                 | Notizie | Immagini |
| ---------------------------------------- | ------- | -------- |
| Torre del Pagliaccetto (Fiumicino)       |         |          |
| Torre di San Paolo                       |         |          |
| Torre Valca (Valle della Caffarella)     |         |          |
| Tor Pignattara                           |         |          |
| Torre della Marrana (via Anagnina)       |         |          |
| Torre del Coazzo                         |         |          |
| Torre di Pratolungo                      |         |          |
| Tor Pagnotta                             |         |          |
| Torre Selce (via Appia Antica)           |         |          |
| Torre di Vallerano                       |         |          |
| Tor di Valle                             |         |          |
| Torre Orlando (via Flaminia)             |         |          |
| Torre di Pietra Pertusa (via Flaminia)   |         |          |
| Torre della Castelluccia (via Cassia)    |         |          |
| Tor Cervara                              |         |          |
| Torre dell'Annunziata (via Flaminia)     |         |          |
| Tor Lupara                               |         |          |
| Tor Sapienza                             |         |          |
| Torre di Salone                          |         |          |
| Torre del Procoio Vecchio (via Flaminia) |         |          |
| Tor Vergata                              |         |          |
| Castello di Decima                       |         |          |
| Torre della Perna (Castello di Decima)   |         |          |
| Torre Castellazzo (via Appia)            |         |          |
| Castel di Leva                           |         |          |
| Castel Giubileo                          |         |          |
| Castello di Torcrescenza                 |         |          |
| Torre di Acquafredda                     |         |          |
| Torretta Massimi                         |         |          |
| Tor Fiscale                              |         |          |
| Tor Carbone                              |         |          |
| Torre di Morena                          |         |          |
| Torre di Mezzavia                        |         |          |
| Castello di San Vittorino                |         |          |
| Castello di Isola Farnese                |         |          |
| Castello di Corcolle                     |         |          |
| Castello di Torrenova                    |         |          |
| Torre di Casa Calda                      |         |          |
| Castello di Lunghezza                    |         |          |
| Torre Salaria                            |         |          |